# Slivniško Pohorje
Slivniško Pohorje – wieś w Słowenii, w gminie Hoče-Slivnica. W 2018 roku liczyła 164 mieszkańców.